# Øksnavadporten Station
Øksnavadporten Station (Øksnavadporten holdeplass) er en jernbanestation på Jærbanen, en del af Sørlandsbanen, der ligger i udkanten af byområdet Kvernaland i Klepp kommune i Norge. Den består af et spor, en perron med læskur og en parkeringsplads.
Stationen blev oprettet som trinbræt 4. juni 1933. Oprindeligt hed den Øksnevadporten, men i dag er stavemåden ændret til Øksnavadporten.